# Baie au Vison
Baie au Vison är en vik i Kanada.   Den ligger i provinsen Québec, i den sydöstra delen av landet, 400 km norr om huvudstaden Ottawa.
I omgivningarna runt Baie au Vison växer i huvudsak blandskog. Trakten runt Baie au Vison är nära nog obefolkad, med mindre än två invånare per kvadratkilometer.